# Szabó Alajos (jószágigazgató)
Szabó Alajos (Gyorok (Arad megye), 1820. március 20. – Sikula (Arad megye), 1875. december 7.) jószágigazgató, nevelő.

## Élete
Még 1848 előtt jutott Sikulára mint nevelő az Atzél családhoz, ahol Atzél János egyetlen fiának Péternek volt a nevelője. Bevégezvén a fiú nevelését, az Atzél uradalmak jószágigazgatójává nevezték ki.
Nagy tudományú férfiú volt, írt a magyar politikai és nemzetgazdasági viszonyokról az angol lapokba; a kőrösvölgyi vasút első tervezetét ő írta (meg is jelent mint röpirat 1867-ben); történeti rajzai a Magyar Néplapban jelentek meg. Költeményei a Magyar Sajtóban (1856. 52., 68. sz. Lamartine után.)